# والتر تشادويك نويز
والتر تشادويك نويز (بالإنجليزية: Walter Chadwick Noyes)‏ هو محامي وقاضي أمريكي، ولد في 8 أغسطس 1865 في لايم في الولايات المتحدة، وتوفي في 12 يونيو 1926.